# 城关回族镇 (太康县)
城关回族镇，是中华人民共和国河南省周口市太康县下辖的一个乡镇级行政单位。

## 行政区划
城关回族镇下辖以下地区：
北街社区、东街社区、西街社区、北关社区、南街社区、建北社区、建南社区、大吕社区、东关村、南关村、鲁庄村、五里杨村、小郭村、赵庄村、程桥村和牛庄村。